# Champs-Romain

Champs-Romain este o comună în departamentul Dordogne din sud-vestul Franței. În 2009 avea o populație de 313 de locuitori.

## Evoluția populației
| An        | 1975 | 1982 | 1990 | 1999 | 2006 | 2009 |
| --------- | ---- | ---- | ---- | ---- | ---- | ---- |
| Populație | 373  | 332  | 331  | 328  | 318  | 313  |